# تايكا وايتيتي
تايكا وايتيتى (بالإنجليزية: Taika Waititi)‏ مخرج، كاتب السيناريو، كوميدي، نيوزلندي. ولد في (16 أغسطس)، 1975 في ويلينغتون، نيوزلندا ترشح فيلمه القصير «سيارتان، ليلة واحدة» 2005 للأوسكار قبل تحويله إلى فيلم طويل بعنوان «بوي» في 2010، محققاً نجاحاً جماهيرياً كبيراً في نيوزلندا.

## أعمالة

### أفلام
| السنة | الفيلم                    | المشاركة | المشاركة | المشاركة | المشاركة |
| السنة | الفيلم                    | منتج     | مخرج     | كاتب     | ممثل     |
| ----- | ------------------------- | -------- | -------- | -------- | -------- |
| 1999  | Scarfies                  | N        | N        | N        | Yes      |
| 2003  | Two Cars, One Night       | N        | Yes      | Yes      | N        |
| 2007  | Eagle vs Shark            | N        | Yes      | Yes      | Yes      |
| 2010  | Boy / بوي                 | N        | Yes      | Yes      | Yes      |
| 2011  | الفانوس الأخضر (فيلم)     | N        | N        | N        | Yes      |
| 2014  | What We Do in the Shadows | Yes      | Yes      | Yes      | Yes      |
| 2016  | مطاردة المتوحشين          | Yes      | Yes      | Yes      | Yes      |
| 2016  | Moana                     | N        | N        | Yes      | N        |
| 2017  | Thor: Ragnarok            | N        | Yes      | N        | N        |

### الأعمال الدرامية
| السنة   | العنوان                           | الحلقة                         | الدور                |
| ------- | --------------------------------- | ------------------------------ | -------------------- |
| 2007-09 | Flight of the Conchords           | "Drive By", "New Zealand Town" | مخرج، كاتب السيناريو |
| 2011    | Super City                        | Season 1                       | مخرج                 |
| 2012    | The Inbetweeners (U.S. TV series) | Season 1, 5 Episodes           | مخرج                 |

## وصلات خارجية
- تايكا وايتيتي على موقع IMDb (الإنجليزية)
- تايكا وايتيتي على موقع روتن توميتوز (الإنجليزية)
- تايكا وايتيتي على موقع مونزينجر (الألمانية)
- تايكا وايتيتي على موقع ألو سيني (الفرنسية)
- تايكا وايتيتي على موقع أول موفي (الإنجليزية)
- تايكا وايتيتي على موقع بوكس أوفيس موجو (الإنجليزية)
- تايكا وايتيتي على موقع قاعدة بيانات الأفلام السويدية (السويدية)
- تايكا وايتيتي على موقع قاعدة بيانات الفيلم (الإنجليزية)
- تايكا وايتيتي على موقع كينوبويسك (الروسية)